# Друсинов, Валентин Дмитриевич
Валентин Дмитриевич Друсинов (род. 5 апреля 1947, Брянск, Брянская область, СССР) — российский государственный и политический деятель. Депутат Государственной Думы Федерального Собрания Российской Федерации IV и V созывов. Член партии «Единая Россия».

## Биография
Валентин Друсинов родился 5 апреля 1947 года в Брянске. В 1970 году окончив Московский инженерно-строительный институт им. В.В. Куйбышева, до 1975 года работал мастером, начальником цеха, главным инженером завода ЖБИ в городе Протвино Московской области. В 1974 году окончил Горьковский инженерно-строительный институт им. В.П. Чкалова. С 1975 по 1983 год работал заведующим промышленно-транспортным отделом, а с 1983 по 1987 год — первый секретарь Серпуховского городского комитета КПСС Московской области. В 1985 году окончил Московскую высшую партийную школу.
В 1988 году назначен первым заместителем председателя Контрольно-ревизионной комиссии КПСС. В 1990–2003 годы — председатель ассоциации, 1-й заместитель председателя Мособлстройкомитета, председатель правления, генеральный директор АО «Мособлстройматериалы». В 1992 году окончил Академию народного хозяйства России и аспирантуру при академии. Кандидат экономических наук.
С 1999 года председатель общественной организации «Отечество». С 2002 года председатель Политсовета Московского областного отделения партии «Единая Россия». В 2003 году избран депутатом Государственной Думы России четвертого созыва по спискам партии «Единая Россия». 2 декабря 2007 года избран депутатом Думы пятого созыва в составе кандидатов, выдвинутого партией «Единая Россия». В Госдуме вошел в Комитет по природным ресурсам, природопользованию и экологии.

## Награды и звания
- Орден Дружбы (2007)[4]
- Заслуженный строитель Российской Федерации
- Медаль «В память 850-летия Москвы»
- Почётный строитель России

## Законотворческая деятельность
С 2003 по 2011 год, в течение исполнения полномочий депутата Государственной Думы IV созыва, выступил соавтором 7 законодательных инициатив и поправок к проектам федеральных законов.